# Can't Forget You
Can't Forget è un singolo del DJ britannico James Carter e del duo musicale francese Ofenbach, pubblicato il 14 aprile 2023 dalla Parlophone Records.

## Descrizione
Il brano vede la partecipazione vocale del cantautore britannico James Blunt. È stato scritto da Justin Hayward-Young, Conor Byrne, César de Rummel, Dorian Lauduique, James Robert Carter, Serban Cazan e Vladimir Coman-Popescu, mentre la produzione è stata curata dal duo Ofenbach insieme a James Carter e Serban Cazan.
Del brano sono stati pubblicati diversi remix.

## Tracce
Download digitale
1. Can't Forget You (feat. James Blunt) – 2:29

Sped Up Remix
1. Can't Forget You (feat. James Blunt) (Sped Up Version) – 2:09

Slowed+Reverb Remix
1. Can't Forget You (feat. James Blunt) (Slowed+Reverb Remix) – 2:57

Acoustic
1. Can't Forget You (feat. James Blunt) (Acoustic Version) – 2:25
2. Can't Forget You (feat. James Blunt) – 2:29

VIP Mixes
1. Can't Forget You (feat. James Blunt) (Ofenbach VIP Remix) – 2:30
2. Can't Forget You (feat. James Blunt) (James Carter VIP Remix) – 2:58